# Мутимир
Мутимир (грч. Μουντιμῆρος) је био српски кнез од око 850. до 891. године из династије Властимировића и најстарији син кнеза Властимира, који је владао до око 851.
Подаци о његовој владавини су оскудни и практично се своде на дело „О управљању Царством“ византијског цара Константина Порфирогенита (913—959), настало средином 10. века, уз пар помена у писмима, који се повезују са њим. Оскудност података о њему, отворила су простор историчарима за изношење хипотеза, које су често опречне, тако да је тешко са сигурношћу створити целовиту слику о Мутимировој владавини. Сматра се да је победио бугарску војску и да се удружио  са византијским царем.
Био је најстарији син кнеза Властимира, пра-праунука Непознатог архонта, који је успео да уједини српска племена у државу. У почетку је владао заједно са своја два млађа брата, али су се они побунили против њега и он их је протерао у Бугарску, као гаранте мира.

## Позадина
Сматра се да је брзо ширење Бугара преко Словена на југ подстакло Србе да се уједине у државу. Познато је да су Срби и Бугари живели у миру све до најезде 839. године (последње Теофилове године). Властимир је ујединио неколико српских племена, цар Теофил (р. 829–842) је вероватно дао Србима независност, а они су признали номинално царско господство. Припајање западне Македоније од стране Бугара променило је политичку ситуацију, Маламир или Пресијан су можда видели претњу у консолидацији Срба и одлучили да их укључе у освајање словенских земаља.
Бугарски кан Пресијан (р. 836–852) упада на српску територију између 839. и 842. Бугари су можда били угрожени од Срба, или су, можда, Византинци хтели да скрену пажњу Бугара како би се изборили са словенским устанком на Пелопонезу. Инвазија је довела до трогодишњег рата, из којег је Властимир изашао као победник; тешко поражени кан Пресијан није остварио никакве територијалне добитке, изгубио је много својих људи и протерала га је Властимирова војска.
Рат је завршен смрћу Теофила 842. године, чиме је Властимир ослобођен обавеза према Византијском царству, али и Бугарима је дата могућност да 842–843. године припоје области Охрида, Битоља и Девола.
Властимир је наставио ширење ка западу, заузимајући југоисточну Босну и североисточну Херцеговину (Хум). У међувремену су Браничево, Морава, Тимок, Вардар и Подримље заузели Бугари.

## Владавина

### Долазак на власт
Властимир је умро негде између 845. и 850. године и његова власт је подељена на његова три сина: Мутимира, Стројимира и Гојника. Иако су владали у олигархији, Мутимир је имао врховну власт, а два брата су му деловала као вазали.
Бугарски кнез Борис, вероватно од покрштавања око 864. са именом Борис Михаило, од 852. године наследио је оца бугарског хана Пресијама (832—852). Зато се обично мисли да је Властимир умро пре појављивања Бориса Михајла (852—889) као владара у Бугарској. Према тој замисли Властимир је умро вероватно 851. године, јер је његов најстарији син Мутимир владао сигурно до око 891. године, и тешко је замислити да је почео владати знатно пре 851. или 852. Мутимиру је као најстаријем вероватно припала врховна власт и најважнија област у држави, док су млађа браћа управљала засебним областима као удеони кнезови.

### Рат са Бугарима
Византијски цар Порфирогенит у свом делу наводи да је Михаило Борис напао Србе у жељи да освети пораз свога оца Пресијама, али то може бити само делимично истина. Бугарски владари су током 9. и почетком 10. века нападали суседе и ширили своју власт, не из жеље да се свете, него са намером да створе већу и моћнију државу. Ни Борис није имао среће у рату са Србима. Бугарски напад су Властимирови синови здруженим снагама одбили, а у борбама је заробљен Борисов најстарији син Владимир (касније бугарски кнез од 889. до 893) са 12 најугледнијих бољара, што је бугарског кана натерало да закључи мир са Србијом. Након тога су заробљени Бугари враћени назад, а на њихово тражење ради сигурности у њиховој пратњи су се нашли и Мутимирови синови Бран и Стефан. На источној граници Србије, у Раси (Расу), заробљеници су предати кану и дошло је до размене поклона. Он је Србима дао велике дарове, а од њих је добио:
- 2 роба
- 2 хрта (ловачка пса)
- 2 сокола
- 80 крзнених хаљетака

што Бугари сматрају да представља склопљено пријатељство,, односно што Бугари сматрају данком.
Тачно датирање овог српско-бугарског сукоба, као и тачан превод, а самим тим и тумачење, последње Порфирогенитове констатације у вези са српским поклоном Борису Михајлу и даље представљају нерешену мистерију српске историографије.
Сукоба се вероватно догодио између од 852. и 873. године, Ферјанчић у својим коментарима Порфирогенитовог дела, пише да је сукоб био између 852. (почетак Борисове владавине) и 867. године (почетак владавине Василија I Македонца (867—886)), Живковић се опредељује за 853/854. годину, Станојевић је замислио да се одиграо после 864. године, Златарски је проценио да је до сукоба дошло на самом почетку Борисове владавине, док је Рансиман боравак бугарског посланства у Цариграду 860. године повезао са овим сукобом. Процене које сукоб смештају после 873. године, као она Веселиновића да је био око 880. године мање су поуздане. Извесно је да је у време сукоба:
- Владимир био војно способан, тј. имао је најмање 14 или 15 година, (Борис је имао још три млађа сина Гаврила, Симеона , који је рођен око 864, а владао Бугарском од 893. до 927. године, и Јакова)
- Бран и Стефан су били деца, али није јасно колико су година имали

Порфирогенитов навод о српском поклону део историчара не помиње или не тумачи (Веселиновић, Станојевић), Живковић, на основу превода који наводи, изводи закључак да је Мутимир заправо признао врховну власт Бориса Михајла, али опет, ова идеја је побијена унутар самог документа, у коме се параграф о Властимиру завршава са тврдњом да "архонт Србије никад не беше потчињен архонту Бугарске. Такође, Мутимир је победио Бориса у боју, тако да је ирационално претпоставити да је победник признао власт побеђеног. Вероватније је да је између Србије и Бугарске успостављен савез него вазални однос. Ферјанчић сматра да нема основа сматрати да је сам поклон био унапред уговорен и тумачи га као потврду пријатељства склопљеног приликом закључивања мира.

### Сукоб са браћом
Изгледа да је убрзо после склапања мира са Бугарском, дошло је, до сукоба међу браћом, а из сукоба је Мутимир изашао као победник. Млађу браћу је заробио и послао бугарском владару на чување, док је код себе задржао Гојниковог сина Петра, који је тада још увек био дете.
Порфирогенит, као разлоге сукоба, наводи Мутимирову жељу да има целокупну власт за себе. Историчари се, углавном, нису бавили дубљим разлозима овог сукоба, већ су само преносили царево писање. Тибор Живковић међутим, сматра да разлог који Порфирогенит наводи није тачан, пошто су се увек удеони кнезови бунили и покушавали да се домогну власти (Деса (1153—1155, 1162 — 1165), Немања ((1165/1166 — 1196)), а никад то није чинио врховни владар. Он овај сукоб тумачи као сукоб византијског и бугарског утицаја у Србији, попут оног који ће уследити након свргавања Петра Гојниковића 917. године. Мутимир је мировним уговором постао савезник бугарског хана Бориса, уместо власти византијског цара коју је признавао раније. Ова промена је негативно дочекана у Цариграду, тако да је Византија покушала да преко његове млађе браће изврши промену државне политике у Србији и то је могло довести до рата међу браћом.
Задржавање Петра у Србији је сигурно имало за циљ да осигура Мутимира од евентуалних нових напада Стројимира и Гојника. Чињеница да крај себе није задржао Стројимировог сина Клонимира, може се тумачити само чињеницом да он тада још увек није био рођен, већ да се родио у Бугарској. Њега је касније Борис Михајло оженио једном бугарском принцезом, са којом је он добио сина Часлава (933—око 960).
Борис Михајло око 864. године прихвата хришћанство из Византије, али тешкоће за Византију са Бугарима нису престале. Бугари су се обратили папи 866. године тражећи да он именује црквеног старешину за Бугарску. Византија је морала 870. пристати да се за Бугарску именује посебан архиепископ и да он буде први у рангу међу византијским архиепископима. Привремено опадање бугарске моћи и успон Византије, довели су тога да је Мутимир можда потпао под заштиту византијског цара, можда још 864. године, али свакако најкасније 867. или 868. Када су Арабљани опседали Дубровник и неке друге градове на обали Јадранског мора 867. године, Дубровчани су затражили заштиту од цара. Василије I (867—886) је послао велику флоту која је протерала Арабљане, али и убедила владаре Срба да је разумније бити савезник византијског цара, него бити у сукобу са њим.
Вероватно је у вези са тим новим односом, једно византијско посланство упућено Србима око 870. године. Извештај о њему се налази у житију светог Германа, који је у то доба приводио крају радове на завршетку манастира посвећеног Богородици (манастир Кушница на истоку Македоније). Он је остао без средстава да исплати раднике, али су их, уместо њега, исплатили цареви посланици Неофит и Никола, који су били на повратку из посланства међу Србима. Не зна се шта су радили код Срба, али Житије тврде да су се кретали кроз источну Македонију и Тракију и да су боравили у континенталној Србији или код приморских кнежевина. Највероватније је због њих Мутимир најкасније до 870. био потврђен од византијског цара као легитимни владар Србије. Има шансе да се нису обраћали Мутимиру, већ неком кнезу Паноније са истим именом.
Последњи податак о кнезу Мутимиру, забележен је 873. године у једном писму које папа Јован VIII (872—882) упућује словенском кнезу Мутимиру, који се данас идентификује са Мутимиром Властимировићем. Почетни успех Моравско-панонске мисије Ћирила и Методија и добијање папиног благослова за њен наставак, довели су до обнављања Панонске архиепископије, чије седиште је раније било у Сирмијуму, а њен архиепископ је постао Методије. У писму из 873. папа од Мутимира тражи да се потчини епископу Методију. Извесно је да је папа Мутимира 873. сматрао хришћанским владарем, тј. покрштеним. Тако је јасно да је у време кнеза Мутимира, пре 873. извршено друго, односно поновљено покрштавање Срба. Са друге стране црквена седишта у Мутимировом окружењу си била Котор, Дубровник, Сплит и Задар - били су 873. под Цариградском патријаршијом и изван црквене власти Рима. Црквено седиште најближе Мутимиру је било највероватније у Сирмијуму. Није познато шта је Мутимир одлучио, али је извесно да су Моравско-панонска мисија и словенско богослужење у средњој Европи замрли 885. године са Методијевом смрћу.
Ако је тачна претпоставка да је почео владати око 851. године последњи многобожачки и први хришћански владар балканских Срба Мутимир владао је око четири деценије. Извесно је да је умро око 891. године, а наследио га је најстарији син Прибислав (891—892). Поред њега, Мутимир је имао два млађа, а претходно споменута, сина Брана и Стефана.

## Христијанизација Срба
Раносредњовековни Срби се сматрају хришћанима 870-их година, а христијанизација југозападних Словена почиње у 7. веку под утицајем Римске цркве.
Према 29. поглављу De Administrando Imperio и 54. поглављу Vita Basilii од Константина VII, Србе и друге Словене су (поновно) покрстили цариградски мисионари које је послао Василије I. Извештај је вероватно измишљен наратив Константина VII да би се дало признање Василију I за христијанизацију која је започела у 7. веку усред црквених превирања између Константинопоља и Рима у региону, или погрешно тумачење засновано на извештају у Тактици његовог оца о Василију I који је покрштавао и грецизовао Словене у Грчкој. У поглављима DAI конкретно о Србима и другима Василије I се не помиње ни у једном политичком или верском контексту Срба и других. Хришћанизација је само делимично била последица византијског и потоњег бугарског утицаја, јер је деловање Василија I у плану имало проширење на већ постојећу хришћанску организацију Римске цркве у региону бивше преторијанске префектуре Илирик (укључујући Бугарску) и добијање контроле над Србима и другима. У истом веку регион је такође био политички оспорен између Каролиншког царства и Византијског царства. Василије I је вероватно послао бар једно посланство Мутимиру.
Мутимир је наизглед одлучио да одржи заједницу Цркве у Србији са Цариградском патријаршијом, када га је папа Јован VIII римске цркве позвао да се врати у јурисдикцију Сирмијумске епископије у писму маја 873. Коматина је сматрао да папа жели да ојача утицај римске цркве на источном делу Илирика с обзиром на границе из далеке прошлости, а не из скорије, укључујући и стварне Мутимирове претке. Срби и Бугари су касније уместо грчке усвојили старословенску литургију. За време владавине кнеза Коцеља(861–874) комуникација између Србије и Велике Моравске морала је бити могућа. Постоји могућност да су неки ђаци Ћирила и Методија стигли у Србију 870-их или 880-их година. Трајни хришћански идентитет евидентан је у традицији теофорских имена у следећој генерацији српске краљевске породице: Петар Гојниковић, Стефан Мутимировић и Павле Брановић. Petros и Stephanos су  карактеристична византијска имена.
Алексије П. Власто је тврдио да је Рашка епархија основана за време Мутимирове владавине, као епископија српска, у Расу са црквом Светих апостола Петра и Павла, као део општег плана успостављања епископија у словенским земљама Царства, који је потврдио Цариградски сабор 879–880, најзначајније се односило на стварање аутономне архиепископије за Бугарску над којом је Римска црква изгубила јурисдикцију. Међутим, према речима Предрага Коматине, у Србији се не помиње ниједна епископија. У раносредњовековној Европи, постојање хришћанске цркве без епископа у одређеној земљи није било неуобичајено, а стављање под панонског епископа имплицира да у то време није постојао локални српски епископ. Тибор Живковић је на основу примарних извора Цариградске цркве закључио да нема података о оснивању неког новог црквеног центра и организације у Србији, да је српско црквено средиште и престоница на Дестиникону, док је Рас средином 9. века био само погранично утврђење које је од 1019-1020. године постало црквени центар епископије.
У царској повељи Василија II из 1020. године Охридској архиепископији, у којој су установљена права и јурисдикције, најраније се помиње Епископија/Епископија Рас, у којој се наводи да је припадала Бугарској аутокефалној цркви у време Петра I ( 927–969) и Самуило Бугарски (977–1014). Сима Ћирковић је сматрао да га је основао бугарски цар, али је највероватније представљао последњи датум у коме је могао да се интегрише у бугарску цркву. Епископија је вероватно била део бугарске метрополе Мораве, али свакако не Драча. Ако је било на српској територији, изгледа да се Црква у Србији или део територије Србије повезала и под утицајем Бугарске цркве између 870. и 924. године.

## Наслеђе
У филму „Борис I“ (буг. Борис Първи) из 1985. о животу Бориса I Бугарског, приказан је мировни споразум између Мутимира и Бориса.

## Извори и литература

### Викизворник
- Константин Порфирогенит, „De administrando Imperio“ (О управљању Царством) (глава 32)